# Francisco Pagaza
Francisco Pagazaurtundua González-Murrieta (Santurce, Vizcaya, España, 30 de octubre de 1894 o 1895-Madrid, España, 18 de noviembre de 1958), conocido como Pagaza, fue un futbolista y entrenador de fútbol español. Jugaba como delantero —extremo derecho— y desarrolló la mayor parte de su carrera entre el Arenas Club y el Real Racing Club de Santander, entre otros equipos. Formó parte de la primera alineación de la historia de la selección española, con la que ganó la medalla de plata en los Juegos Olímpicos de Amberes 1920.

## Trayectoria
Hijo de un arquitecto y una profesora de piano, Pagaza empezó a jugar al fútbol en el Colegio Orduña y durante su época como estudiante en Inglaterra.
Consechó sus primeros éxitos en el Arenas Club, equipo con el que conquistó el Campeonato Regional de Vizcaya y la Copa del Rey en 1919. Futbolista amateur —el profesionalismo no llegó al fútbol español hasta finales de los años 1920—, trabajó en el astillero naval de Santander, motivo por el que fichó por el Real Racing Club de Santander.
A lo largo de su carrera como futbolista defendió también las camisetas del Athletic Club de Madrid, el Racing Club de Madrid y la R. S. Gimnástica de Torrelavega. Se retiró antes de la creación de la Liga española.
Tras su retirada como jugador, inició una trayectoria como entrenador. Durante tres etapas diferentes entrenó al Racing de Santander. También dirigió al Eclipse de Santander, al Racing de Sama, al C. A. Osasuna, al Real Sporting de Gijón, al R. C. D. Mallorca o al Hércules C. F., entre otros.

## Selección nacional
Pagaza fue uno de los integrantes de la primera selección española de la historia, que disputó los Juegos Olímpicos de Amberes 1920, donde logró la medalla de plata. Formó en la primera alineación de La Furia Roja, que el 28 de agosto de 1920 derrotó a Dinamarca en Bruselas. En total, participó en siete encuentros con el combinado español.
A lo largo de su carrera también formó parte de la selección regional Norte, que en 1915 conquistó la Copa del Príncipe de Asturias, un torneo organizado por la Federación Española de Fútbol entre las distintas federaciones regionales del país. Posteriormente, el 9 de marzo de 1924, formó parte de la primera selección de Cantabria de la historia, que derrotó a la de Aragón por 3-0.

## Clubes

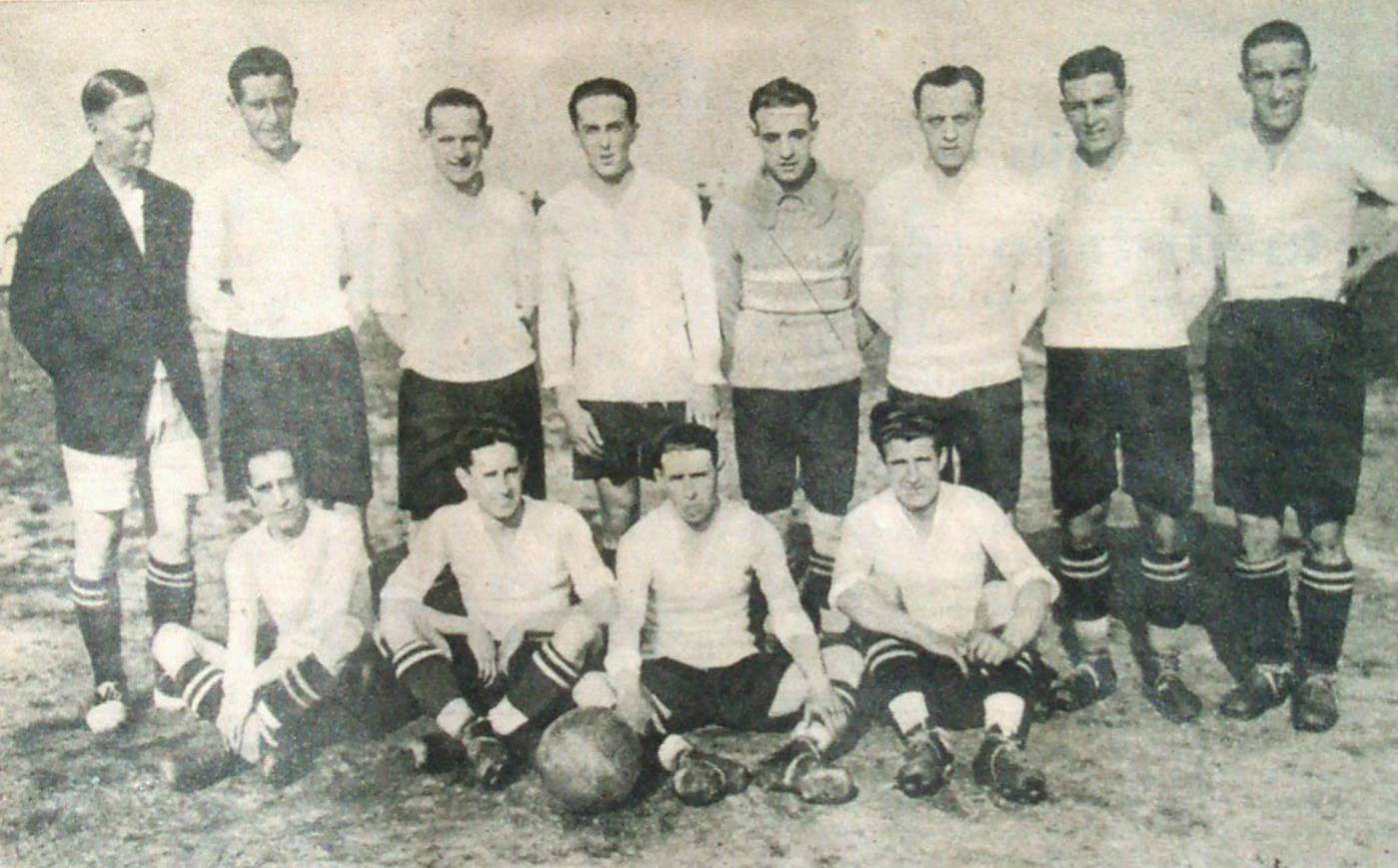
Alineación del Racing de Santander en 1922. Pagaza aparece de pie, a la derecha del portero.

### Como jugador
| Club                            | País   | Año       |
| ------------------------------- | ------ | --------- |
| Arenas Club                     | España | 1912-1916 |
| Athletic Club de Madrid         | España | 1916-1918 |
| Arenas Club                     | España | 1918-1920 |
| Real Racing Club de Santander   | España | 1920-1923 |
| R. S. Gimnástica de Torrelavega | España | 1923-1924 |
| Real Racing Club de Santander   | España | 1924-1927 |
| Racing Club de Madrid           | España | 1927-1928 |

### Como entrenador
| Club                          | País   | Año       |
| ----------------------------- | ------ | --------- |
| Real Racing Club de Santander | España | 1929-1930 |
| C. A. Osasuna                 | España | 1930-1931 |
| Real Racing Club de Santander | España | 1932-1933 |
| Real Sporting de Gijón        | España | 1933-1934 |
| R. C. D. Mallorca             | España | 1939-1941 |
| Real Racing Club de Santander | España | 1941-1943 |
| Hércules C. F.                | España | 1944-1945 |
| Elche C. F.                   | España | 1945-1946 |

## Palmarés

### Campeonatos nacionales
| Título       | Club        | País   | Año  |
| ------------ | ----------- | ------ | ---- |
| Copa del Rey | Arenas Club | España | 1919 |

### Copas internacionales
| Título                 | Club               | País   | Año  |
| ---------------------- | ------------------ | ------ | ---- |
| Plata Juegos olímpicos | Selección olímpica | España | 1920 |

### Campeonatos regionales
| Título                         | Club            | País   | Año  |
| ------------------------------ | --------------- | ------ | ---- |
| Copa Príncipe de Asturias      | Selección Norte | España | 1915 |
| Campeonato Regional de Vizcaya | Arenas Club     | España | 1919 |